# Attila Czebe
Attila Czebe (* 26. Dezember 1975 in Budapest) ist ein ungarischer Schach-Großmeister.

## Leben
Czebe erhielt im Jahr 2003 den Großmeistertitel. Für die ungarische Nationalmannschaft nahm er viermal (1997, 2002, 2005 und 2013) am Mitropacup teil. Czebe siegte oder belegte vordere Plätze in mehreren Turnieren: I. Platz FS10 IM-B Budapest (1993), I-II. Platz in der ungarischen U-20 Meisterschaft in Paks (1995), I. Platz FS12 IM Budapest (1996), I-II. Platz Honvéd B Budapest (1997), I-III. Platz FS09 IM-A Budapest (1998), I. Platz FS12 IM-A Budapest (1999), I. Platz Kali Cup Mindszentkalla (2002), I-II. Platz FS08 IM-B Budapest (2002), II. Platz Ciocaltea Memorial Bukarest (2003), I. Platz FS09 GM Budapest (2005), I. Platz FS10 GM Budapest (2009).
Im März 2006 wurde er vom Schachweltverband FIDE für ein Jahr gesperrt, da er bei der Normeneinreichung für ein Turnier in Ungarn involviert war, welches nicht stattgefunden hatte. Die Sperre wurde allerdings vorzeitig wieder aufgehoben.
Czebes Elo-Zahl beträgt 2435 (Stand: Juni 2019), seine höchste Elo-Zahl von 2526 erreichte er im Juli 2011.

## Vereine
Czebe spielte in Ungarn bis 2002 bei PMSE Antenna Hung, in der Saison 2002/03 und von 2004 bis 2012 bei Honvéd Budapest, in der Saison 2003/04 bei Hajdúböszörményi Sakkozók Egyesülete; seit 2012 spielt er bei Zalaegerszegi Csuti Antal.
In Belgien spielte er in der Saison 2007/08 beim Meister Vliegend Peerd Bredene sowie in den Saisons 2011/12, 2014/15 und 2016/17 beim Koninklijke Brugse Schaakkring, in der tschechischen Extraliga spielte er in der Saison 2004/05 für den ŠK Sokol Plzeň. In der slowakischen Extraliga spielte Czebe in der Saison 2000/01 für den ŠK Laurex Lučenec und von 2002 bis 2007 für den ŠK Bestex Nové Zámky; seit 2008 tritt er für den ŠK Dunajská Streda an, mit dem er 2014, 2017 und 2018 slowakischer Mannschaftsmeister wurde sowie 2014, 2016 und 2017 am European Club Cup teilnahm. In der niederländischen Meesterklasse spielt Czebe seit der Saison 2015/16 für HWP Sas van Gent.